# Liste der Nummer-eins-Hits in Italien (2025)
Diese Liste der Nummer-eins-Hits in Italien basiert auf den offiziellen Chartlisten der Federazione Industria Musicale Italiana (FIMI), der italienischen Landesgruppe der IFPI, im Jahr 2025. Berücksichtigt werden die Album- und die Singlecharts.

## Singles
| ← 2024 ← | Liste der Nummer-eins-Hits in Italien | Liste der Nummer-eins-Hits in Italien | Liste der Nummer-eins-Hits in Italien                                                                                    |                                                                                 |
| \| Zeitraum \| Wo. ges. \| Interpret \| Titel Autor(en) \| Zusätzliche Informationen \| \| (Zeitraum, Wochen auf Platz eins, Interpret, Titel, Autor[en], zusätzliche Informationen) \| \| \| \| \| \| ----------------------------------------------------------------------------------------- \| -------- \| --------------------------- \| ------------------------------------------------------------------------------------------------------------------------ \| ------------------------------------------------------------------------------- \| \| 27. Dezember 2024 – 2. Januar 2025 1 Woche \| 1 \| Alfa \| Il filo rosso Andrea De Filippi, Emanuele Dabbono, Celo, Pietro Posani, Raffaele Trapasso, Tommycassi \| – \| \| 3. Januar 2025 – 9. Januar 2025 1 Woche \| 1 \| Simba La Rue feat. Tony Boy \| Ayahuasca Musik: Federico Trinx; Text: Mohamed Lamine Saida, Antonio Hueber \| – \| \| 10. Januar 2025 – 16. Januar 2025 1 Woche \| 1 \| Guè feat. Rose Villain \| Oh mamma mia Andrea Ferrara, Cosimo Fini, Fabio Campedelli, Pietro Miano, Giuseppe Daniele, Rosa Luini, Vincenzo Liguori \| – \| \| 17. Januar 2025 – 6. Februar 2025 3 Wochen \| 3 \| Bad Bunny \| DTMF Benito Antonio Martínez Ocasio, Marco Daniel Borrero \| – \| \| 7. Februar 2025 – 10. April 2025 9 Wochen \| 9 \| Olly \| Balorda nostalgia Julien Boverod, Pierfrancesco Pasini, Federico Olivieri \| Der erste große Hit des Jahres in Italien ist der Sieger des Sanremo-Festivals. \| \| 11. April 2025 – 8. Mai 2025 4 Wochen \| 4 \| Sfera Ebbasta & Shiva \| Neon Andrea Arrigoni, Gionata Boschetti, Diego Vincenzo Vettraino \| – \| \| 9. Mai 2025 – 15. Mai 2025 1 Woche (insgesamt 2) \| 2 \| Blanco \| Piangere a 90 Alberto Cotta Ramusino, Michele Zocca, Riccardo Fabbriconi \| – \| \| 16. Mai 2025 – 22. Mai 2025 1 Woche \| 1 \| Luchè feat. Geolier \| Ginevra Emanuele Palumbo, Guido Parisi, Luca Imprudente \| – \| \| 23. Mai 2025 – 29. Mai 2025 1 Woche (insgesamt 2) \| 2 \| Blanco \| Piangere a 90 Alberto Cotta Ramusino, Michele Zocca, Riccardo Fabbriconi \| – \| \| 30. Mai 2025 – 12. Juni 2025 2 Wochen (insgesamt 5) \| 5 \| Alfa feat. Manu Chao \| A me mi piace Andrea De Filippi, José Manuel Arturo Tomás Chao Ortega \| – \| \| 13. Juni 2025 – 17. Juli 2025 5 Wochen (insgesamt 6) \| 6 \| Anna \| Désolée Anna Pepe, Francesco Turolla, Lorenzo Bassotti, Nicolò Pucciarmati \| – \| \| 11. Juli 2025 – 17. Juli 2025 1 Woche (insgesamt 5) \| 5 \| Alfa feat. Manu Chao \| A me mi piace Andrea De Filippi, José Manuel Arturo Tomás Chao Ortega \| – \| \| 18. Juli 2025 – 31. Juli 2025 2 Wochen (insgesamt 6) \| 6 \| Anna \| Désolée Anna Pepe, Francesco Turolla, Lorenzo Bassotti, Nicolò Pucciarmati \| – \| \| 1. August 2025 – 14. August 2025 2 Wochen (insgesamt 5) \| 5 \| Alfa feat. Manu Chao \| A me mi piace Andrea De Filippi, José Manuel Arturo Tomás Chao Ortega \| – \| |                                       |                                       | |                                                                                 |
| ← 2024 |                                       |                                       | |                                                                                 |
| Zeitraum | Wo. ges.                              | Interpret                             | Titel Autor(en) | Zusätzliche Informationen                                                       |
| (Zeitraum, Wochen auf Platz eins, Interpret, Titel, Autor[en], zusätzliche Informationen) |                                       |                                       | |                                                                                 |
| 27. Dezember 2024 – 2. Januar 2025 1 Woche | 1                                     | Alfa                                  | Il filo rosso Andrea De Filippi, Emanuele Dabbono, Celo, Pietro Posani, Raffaele Trapasso, Tommycassi                    | –                                                                               |
| 3. Januar 2025 – 9. Januar 2025 1 Woche | 1                                     | Simba La Rue feat. Tony Boy           | Ayahuasca Musik: Federico Trinx; Text: Mohamed Lamine Saida, Antonio Hueber                                              | –                                                                               |
| 10. Januar 2025 – 16. Januar 2025 1 Woche | 1                                     | Guè feat. Rose Villain                | Oh mamma mia Andrea Ferrara, Cosimo Fini, Fabio Campedelli, Pietro Miano, Giuseppe Daniele, Rosa Luini, Vincenzo Liguori | –                                                                               |
| 17. Januar 2025 – 6. Februar 2025 3 Wochen | 3                                     | Bad Bunny                             | DTMF Benito Antonio Martínez Ocasio, Marco Daniel Borrero                                                                | –                                                                               |
| 7. Februar 2025 – 10. April 2025 9 Wochen | 9                                     | Olly                                  | Balorda nostalgia Julien Boverod, Pierfrancesco Pasini, Federico Olivieri                                                | Der erste große Hit des Jahres in Italien ist der Sieger des Sanremo-Festivals. |
| 11. April 2025 – 8. Mai 2025 4 Wochen | 4                                     | Sfera Ebbasta & Shiva                 | Neon Andrea Arrigoni, Gionata Boschetti, Diego Vincenzo Vettraino                                                        | –                                                                               |
| 9. Mai 2025 – 15. Mai 2025 1 Woche (insgesamt 2) | 2                                     | Blanco                                | Piangere a 90 Alberto Cotta Ramusino, Michele Zocca, Riccardo Fabbriconi                                                 | –                                                                               |
| 16. Mai 2025 – 22. Mai 2025 1 Woche | 1                                     | Luchè feat. Geolier                   | Ginevra Emanuele Palumbo, Guido Parisi, Luca Imprudente                                                                  | –                                                                               |
| 23. Mai 2025 – 29. Mai 2025 1 Woche (insgesamt 2) | 2                                     | Blanco                                | Piangere a 90 Alberto Cotta Ramusino, Michele Zocca, Riccardo Fabbriconi                                                 | –                                                                               |
| 30. Mai 2025 – 12. Juni 2025 2 Wochen (insgesamt 5) | 5                                     | Alfa feat. Manu Chao                  | A me mi piace Andrea De Filippi, José Manuel Arturo Tomás Chao Ortega                                                    | –                                                                               |
| 13. Juni 2025 – 17. Juli 2025 5 Wochen (insgesamt 6) | 6                                     | Anna                                  | Désolée Anna Pepe, Francesco Turolla, Lorenzo Bassotti, Nicolò Pucciarmati                                               | –                                                                               |
| 11. Juli 2025 – 17. Juli 2025 1 Woche (insgesamt 5) | 5                                     | Alfa feat. Manu Chao                  | A me mi piace Andrea De Filippi, José Manuel Arturo Tomás Chao Ortega                                                    | –                                                                               |
| 18. Juli 2025 – 31. Juli 2025 2 Wochen (insgesamt 6) | 6                                     | Anna                                  | Désolée Anna Pepe, Francesco Turolla, Lorenzo Bassotti, Nicolò Pucciarmati                                               | –                                                                               |
| 1. August 2025 – 14. August 2025 2 Wochen (insgesamt 5) | 5                                     | Alfa feat. Manu Chao                  | A me mi piace Andrea De Filippi, José Manuel Arturo Tomás Chao Ortega                                                    | –                                                                               |

## Alben
| ← 2024 ← | Liste der Nummer-eins-Alben in Italien | Liste der Nummer-eins-Alben in Italien | Liste der Nummer-eins-Alben in Italien                 |                           |
| \| Zeitraum \| Wo. ges. \| Interpret \| Titel \| Zusätzliche Informationen \| \| (Zeitraum, Wochen auf Platz eins, Interpret, Titel, zusätzliche Informationen) \| \| \| \| \| \| ------------------------------------------------------------------------------ \| -------- \| ------------------------------- \| ------------------------------------------------------ \| ------------------------- \| \| 13. Dezember 2024 – 9. Januar 2025 4 Wochen (insgesamt 5) \| 5 \| Marracash \| È finita la pace \| – \| \| 10. Januar 2025 – 16. Januar 2025 1 Woche \| 1 \| Guè \| Tropico del Capricorno \| – \| \| 17. Januar 2025 – 23. Januar 2025 1 Woche \| 1 \| Nerissima Serpe, Papa V & Fritu \| Mafia Slime 2 \| – \| \| 24. Januar 2025 – 30. Januar 2025 1 Woche (insgesamt 5) \| 5 \| Marracash \| È finita la pace \| – \| \| 31. Januar 2025 – 6. Februar 2025 1 Woche \| 1 \| Jovanotti \| Il corpo humano Vol. 1 \| – \| \| 7. Februar 2025 – 13. Februar 2025 1 Woche \| 1 \| Bad Bunny \| Debí tirar más fotos \| – \| \| 14. Februar 2025 – 6. März 2025 3 Wochen (insgesamt 8) \| 8 \| Olly \| Tutta vita \| – \| \| 7. März 2025 – 13. März 2025 1 Woche \| 1 \| Lady Gaga \| Mayhem \| – \| \| 14. März 2025 – 20. März 2025 1 Woche \| 1 \| Rose Villain \| Radio Vega \| – \| \| 21. März 2025 – 27. März 2025 1 Woche (insgesamt 8) \| 8 \| Olly \| Tutta vita \| – \| \| 28. März 2025 – 3. April 2025 1 Woche \| 1 \| Artie 5ive \| La bellavita \| – \| \| 4. April 2025 – 10. April 2025 1 Woche \| 1 \| Lucio Corsi \| Volevo essere un duro \| – \| \| 11. April 2025 – 17. April 2025 1 Woche (insgesamt 3) \| 3 \| Sfera Ebbasta & Shiva \| Santana Money Gang \| – \| \| 18. April 2025 – 24. April 2025 1 Woche \| 1 \| Achille Lauro \| Comuni mortali \| – \| \| 25. April 2025 – 1. Mai 2025 1 Woche (insgesamt 3) \| 3 \| Sfera Ebbasta & Shiva \| Santana Money Gang \| – \| \| 2. Mai 2025 – 8. Mai 2025 1 Woche \| 1 \| Pink Floyd \| Pink Floyd at Pompeii – MCMLXXII \| – \| \| 9. Mai 2025 – 15. Mai 2025 1 Woche \| 1 \| Salmo \| Ranch \| – \| \| 16. Mai 2025 – 22. Mai 2025 1 Woche (insgesamt 3) \| 3 \| Sfera Ebbasta & Shiva \| Santana Money Gang \| – \| \| 23. Mai 2025 – 29. Mai 2025 1 Woche (insgesamt 2) \| 2 \| Ultimo \| Ultimo live stadi 2024 \| – \| \| 30. Mai 2025 – 5. Juni 2025 1 Woche \| 1 \| Alfa \| Non so chi ha creato il mondo ma so che era innamorato \| – \| \| 6. Juni 2025 – 12. Juni 2025 1 Woche \| 1 \| Bresh \| Mediterraneo \| – \| \| 13. Juni 2025 – 19. Juni 2025 1 Woche \| 1 \| Alessandra Amoroso \| Io non sarei \| – \| \| 20. Juni 2025 – 26. Juni 2025 1 Woche \| 1 \| Fabri Fibra \| Mentre Los Angeles brucia \| – \| \| 27. Juni 2025 – 10. Juli 2025 2 Wochen \| 2 \| Tony Boy \| Uforia \| – \| \| 11. Juli 2025 – 17. Juli 2025 1 Woche \| 1 \| Niky Savage \| Rapper \| – \| \| 18. Juli 2025 – 24. Juli 2025 1 Woche (insgesamt 2) \| 2 \| Ultimo \| Ultimo live stadi 2024 \| – \| \| 25. Juli 2025 – 31. Juli 2025 1 Woche \| 1 \| Sadturs & Kiid \| No Regular Music 2 \| – \| \| 1. August 2025 – 14. August 2025 2 Wochen (insgesamt 8) \| 8 \| Olly \| Tutta vita \| – \| |                                        |                                        |                                                        |                           |
| ← 2024 |                                        |                                        |                                                        |                           |
| Zeitraum | Wo. ges.                               | Interpret                              | Titel                                                  | Zusätzliche Informationen |
| (Zeitraum, Wochen auf Platz eins, Interpret, Titel, zusätzliche Informationen) |                                        |                                        |                                                        |                           |
| 13. Dezember 2024 – 9. Januar 2025 4 Wochen (insgesamt 5) | 5                                      | Marracash                              | È finita la pace                                       | –                         |
| 10. Januar 2025 – 16. Januar 2025 1 Woche | 1                                      | Guè                                    | Tropico del Capricorno                                 | –                         |
| 17. Januar 2025 – 23. Januar 2025 1 Woche | 1                                      | Nerissima Serpe, Papa V & Fritu        | Mafia Slime 2                                          | –                         |
| 24. Januar 2025 – 30. Januar 2025 1 Woche (insgesamt 5) | 5                                      | Marracash                              | È finita la pace                                       | –                         |
| 31. Januar 2025 – 6. Februar 2025 1 Woche | 1                                      | Jovanotti                              | Il corpo humano Vol. 1                                 | –                         |
| 7. Februar 2025 – 13. Februar 2025 1 Woche | 1                                      | Bad Bunny                              | Debí tirar más fotos                                   | –                         |
| 14. Februar 2025 – 6. März 2025 3 Wochen (insgesamt 8) | 8                                      | Olly                                   | Tutta vita                                             | –                         |
| 7. März 2025 – 13. März 2025 1 Woche | 1                                      | Lady Gaga                              | Mayhem                                                 | –                         |
| 14. März 2025 – 20. März 2025 1 Woche | 1                                      | Rose Villain                           | Radio Vega                                             | –                         |
| 21. März 2025 – 27. März 2025 1 Woche (insgesamt 8) | 8                                      | Olly                                   | Tutta vita                                             | –                         |
| 28. März 2025 – 3. April 2025 1 Woche | 1                                      | Artie 5ive                             | La bellavita                                           | –                         |
| 4. April 2025 – 10. April 2025 1 Woche | 1                                      | Lucio Corsi                            | Volevo essere un duro                                  | –                         |
| 11. April 2025 – 17. April 2025 1 Woche (insgesamt 3) | 3                                      | Sfera Ebbasta & Shiva                  | Santana Money Gang                                     | –                         |
| 18. April 2025 – 24. April 2025 1 Woche | 1                                      | Achille Lauro                          | Comuni mortali                                         | –                         |
| 25. April 2025 – 1. Mai 2025 1 Woche (insgesamt 3) | 3                                      | Sfera Ebbasta & Shiva                  | Santana Money Gang                                     | –                         |
| 2. Mai 2025 – 8. Mai 2025 1 Woche | 1                                      | Pink Floyd                             | Pink Floyd at Pompeii – MCMLXXII                       | –                         |
| 9. Mai 2025 – 15. Mai 2025 1 Woche | 1                                      | Salmo                                  | Ranch                                                  | –                         |
| 16. Mai 2025 – 22. Mai 2025 1 Woche (insgesamt 3) | 3                                      | Sfera Ebbasta & Shiva                  | Santana Money Gang                                     | –                         |
| 23. Mai 2025 – 29. Mai 2025 1 Woche (insgesamt 2) | 2                                      | Ultimo                                 | Ultimo live stadi 2024                                 | –                         |
| 30. Mai 2025 – 5. Juni 2025 1 Woche | 1                                      | Alfa                                   | Non so chi ha creato il mondo ma so che era innamorato | –                         |
| 6. Juni 2025 – 12. Juni 2025 1 Woche | 1                                      | Bresh                                  | Mediterraneo                                           | –                         |
| 13. Juni 2025 – 19. Juni 2025 1 Woche | 1                                      | Alessandra Amoroso                     | Io non sarei                                           | –                         |
| 20. Juni 2025 – 26. Juni 2025 1 Woche | 1                                      | Fabri Fibra                            | Mentre Los Angeles brucia                              | –                         |
| 27. Juni 2025 – 10. Juli 2025 2 Wochen | 2                                      | Tony Boy                               | Uforia                                                 | –                         |
| 11. Juli 2025 – 17. Juli 2025 1 Woche | 1                                      | Niky Savage                            | Rapper                                                 | –                         |
| 18. Juli 2025 – 24. Juli 2025 1 Woche (insgesamt 2) | 2                                      | Ultimo                                 | Ultimo live stadi 2024                                 | –                         |
| 25. Juli 2025 – 31. Juli 2025 1 Woche | 1                                      | Sadturs & Kiid                         | No Regular Music 2                                     | –                         |
| 1. August 2025 – 14. August 2025 2 Wochen (insgesamt 8) | 8                                      | Olly                                   | Tutta vita                                             | –                         |